# Harold A. Goolishian
Harold A. Goolishian (* 9. Mai 1924 in Lowell, Massachusetts; † 10. November 1991 in Galveston, Texas) war ein US-amerikanischer Psychologe, Pionier der Familientherapie und langjähriger Inhaber des Lehrstuhls für Klinische Psychologie an der Medizinischen Fakultät Galveston der University of Texas. Er gilt als „Leitfigur“ des narrativen Ansatzes in der systemischen Therapie und gründete 1977 – gemeinsam mit Harlene Anderson, Paul Dell und George Pulliam – das Galveston Family Institute in Texas.

## Lebensstationen
1953 schloss Goolishian sein Psychologie-Studium an der University of Houston ab und bereits in den 1950er Jahren entwickelte er die Multiple Impact Therapy, ein familientherapeutisches Programm, das intensive Sitzungen mit Adoleszenten und deren Angehörigen vorsah. Er war – während seiner gesamten Berufstätigkeit – stets auf der Suche nach neuen Impulsen, Möglichkeiten und Lösungen. In den 1960er Jahren orientierte er sich an Gregory Batesons Ergebnissen in Palo Alto, danach erweiterte die systemische Therapie um die Faktoren Sprache und Zuhören. Nach der Gründung des Galveston Family Institute rückte er das Narrativ ins Zentrum seiner Innovationen. Erst nach mehr als dreißig Jahren Praxis und kontinuierlicher Forschungsarbeit konnte Gollishian in den letzten fünf Jahren seines Lebens größere Beachtung erringen – mit seiner und Harlene Anderson’s Arbeit über das problemdeterminierte System.
Goolishian verbrachte sein gesamtes professionelles Leben in Texas und arbeitete jahrzehntelang mit Harlene Anderson zusammen, die auch seine Nachfolgerin im Institut wurde. Rund um Goolishian versammelten sich – insbesondere in den späteren Jahren – eine Reihe von Studierenden, Praktikanten und Beobachtern, die zum Teil über Jahre im Galveston Family Institute wirkten, wie zum Beispiel Jay Solomon, Victor Loos, Susan Levin, Jamie Razer, Harry Merl aus Linz und Gerda Mehta aus Wien, Gianfranco Cecchin aus Mailand, Tom Andersen aus Tromsø, Karl Tomm aus Calgary oder Eugene Epstein und Margit Epstein, die heute beide in Oldenburg praktizieren. In den 80er Jahren war er gemeinsam mit Harlene Anderson und Hans-Werner Gessmann einer der Mitbegründer des systemischen Familientherapie-Studiums im Psychotherapeutischen Institut Bergerhausen in Deutschland.

## Grundverständnis
„Die Systeme, mit denen wir arbeiten, existieren nur in der Sprache, und deshalb existieren auch Probleme nur in der Sprache. Das Ziel der Therapie liegt nicht darin, Lösungen für Probleme zu finden, sondern an einem Prozess teilzunehmen, in dessen Verlauf eine Sprache entwickelt wird, in der das Problem nicht mehr existiert.“

## Kunst des Dialogs
Goolishians Ansatz ist sozial und konstruktivistisch. Menschliche Systeme sind in seinen Augen sprachschöpferisch und erzeugen Sinn. Bedeutung und Verständnis sind kulturell und zwischenmenschlich „konstruiert“ und erzeugen so Realität. Und eben weil Sinnzusammenhänge in Form von Geschichten organisiert werden, müsse der Fokus des Therapeuten auf der Sprache liegen, auf der Art und Weise, in der Klienten ihre Lage, ihre Probleme und ihre Geschichte erzählen, dem Narrativ, aber auch darauf, wie die gemeinsame therapeutische Erfahrung sich erzählend weiterentwickelt und wie sich dabei die ursprüngliche Erzählung verändert.

## Wesentliche Publikationen

### In englischer Sprache
- mit Paul F. Dell: Order through fluctuation: An evolutionary epistemology for human systems. Australian Journal of Family Therapy 2 (1981): S. 175–184.
- mit Harlene Anderson und Lee Winderman: Problem determined systems: Towards transformation in family therapy. Journal of  Strategic and Systemic Therapy 5 (1986): S. 1–14.
- mit Harlene Anderson, George Pulliam und Lee Winderman: The Galveston Family Institute: A personal and historical perspective. In: Efran (Hrsg.): Journeys: Expansions of the Strategic-Systemic Therapies. New York 1986, S. 97–124.
- mit Harlene Anderson: Language Systems and Therapy – An Evolving Idea. Psychotherapy 24 (1987): S. 529–538.
- mit Harlene Anderson: Human Systems as Linguistic Systems: Preliminary and Evolving Ideas about the Implications for Clinical Theory. Family Process 27 (1988): S. 371–393.
- mit Harlene Anderson: Beyond Cybernetics. Family Process, 29 (1990): S. 157–163.

### In deutscher Sprache
Die folgenden Beiträge wurden gemeinsam mit Harlene Anderson verfasst:
- Menschliche Systeme: Vor welche Probleme sie uns stellen und wie wir mit ihnen arbeiten. In: Reiter, Brunner, Reiter-Theil (Hrsg.): Von der Familientherapie zur systemischen Perspektive. Springer, Berlin 1988, S. 189–216.
- Menschliche Systeme als sprachliche Systeme. Familiendynamik 15. 1990, S. 212–243.
- Therapie als ein System in Sprache: Geschichten erzählen und Nicht-Wissen in Therapien. Systeme 6. 1992, S. 15–21.
- Der Klient ist Experte: Ein therapeutischer Ansatz des Nicht-Wissens. Z. für systemische Therapie 10. 1992, S. 176–189.

## Nachweise
1. ↑  Stumm, Pritz (Hrsg.): Personenlexikon der Psychotherapie. Wien, New York 2005, S. 179.
2. 1 2  Jürgen Kriz: Grundkonzepte der Psychotherapie. 6., vollständig überarbeitete Auflage. Weinheim 2007, S. 287.
3. ↑  Brandl-Nebehay et al. (Hrsg.): Systemische Familientherapie. Wien 1998, 50f